# Ogden Rood
Ogden Nicholas Rood, né à Danbury (Connecticut) le 3 février 1831 et mort à Manhattan le 12 novembre 1902, est un physicien américain principalement connu pour ses travaux sur la vision des couleurs.
Son Modern Chromatics, de 1879, expose les connaissances de l'époque sur la perception humaine de la couleur. Traduit en français dès 1881, les néo-impressionnistes s'en réclament, bien qu'ils n'en aient pas appliqué la partie théorique, et moins encore la partie esthétique.

## Biographie
Ogden Rood, fils d'un pasteur, entre à l'université Yale, mais après sa deuxième année, il est transféré à celle de Princeton où il obtient son baccalauréat en 1852. Les deux années suivantes, il est successivement étudiant diplômé de l'Université Yale, assistant à l'université de Virginie et assistant de Benjamin Silliman. Assistant à l'université Columbia, il complète ensuite sa formation en Allemagne, à Berlin où il étudie la physique de 1854 à 1858, et à Munich où il s'initie à la peinture à l'huile et travaille dans le laboratoire de Justus von Liebig. En 1858, il épouse la Munichoise Mathilde Prunner, avec laquelle il a cinq enfants, dont Herman (né en 1859), Rowland (né en 1863) et Edith (née en 1865) et retourne aux États-Unis où il enseigne dans diverses institutions universitaires, tout en poursuivant des recherches sur la lumière. Dès cette époque, il s'intéresse à l'optique physiologique, montrant le caractère purement perceptuel des images rémanentes et de la couleur complémentaire qui apparaît de cette manière. Ses recherches, basées souvent sur des comparaisons visuelles, concernent de nombreux phénomènes en rapport avec les arts graphiques, la photographie, la microscopie, la spectrométrie. Il rejoint en 1858 l'éphémère université Troy (en) qui ferme ses portes en 1861. Après un an d'absence du monde universitaire, il obtient une nomination à la chaire de physique de l'université Columbia, vacante en 1863 à cause de la guerre de Sécession, poste qu'il occupe de 1863 à sa mort. Ses travaux à Columbia incluent des expériences et obtient des résultats purement physiques sur la mécanique, l'électricité, et toujours sur la lumière, l'optique physiologique et la théorie des couleurs, qui restent son champ d'intérêt principal.

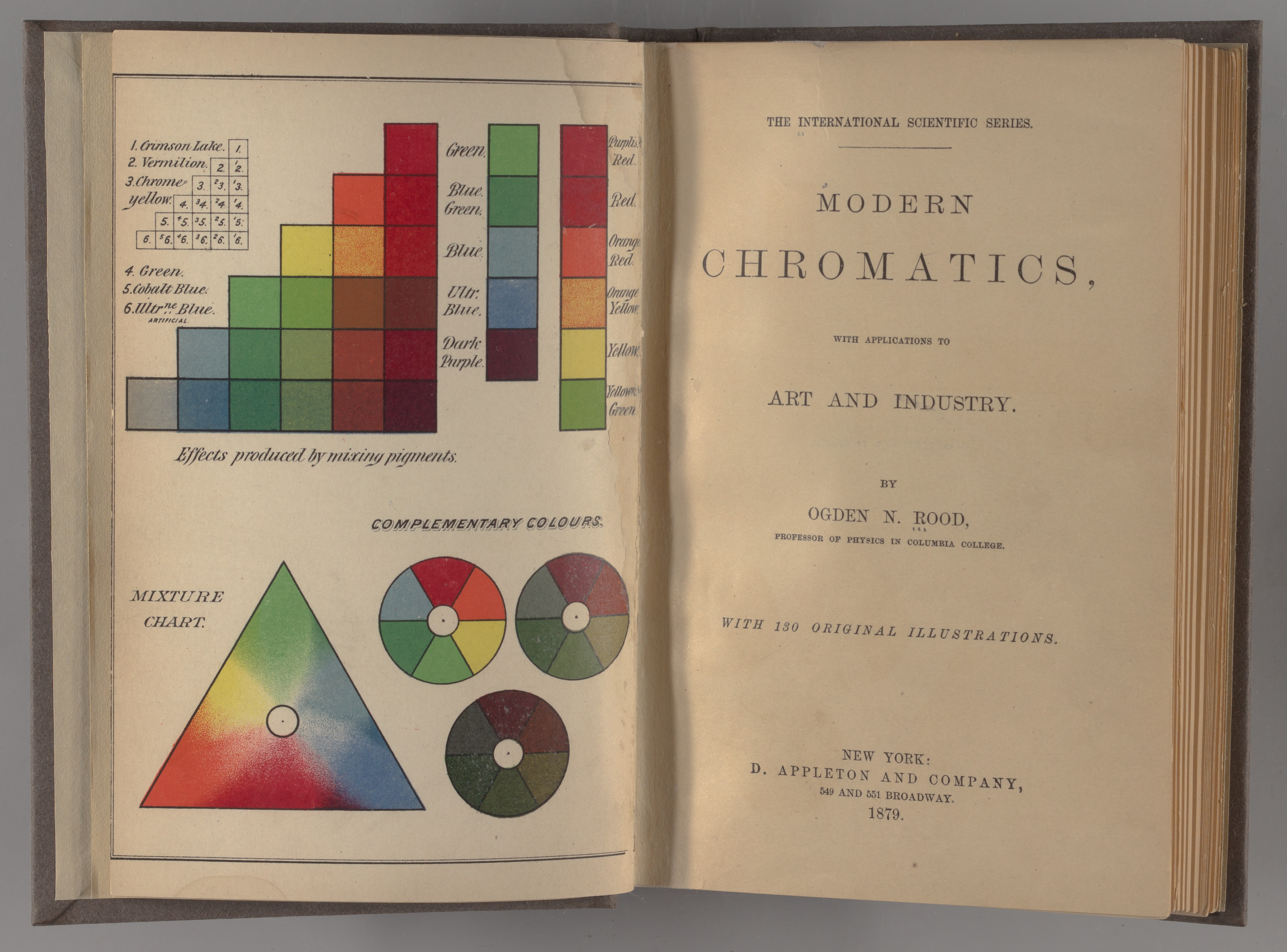
Modern Chromatics, with Applications to Art and Industry.

Il publie en 1879 Modern Chromatics, traduit en allemand dès 1880 et en français sous le titre Théorie scientifique des couleurs et leurs applications à l'art et à l'industrie en 1881. Il y explique qu'il divise la couleur en trois constantes, la pureté, la luminosité et la nuance — équivalent à la teinte, l'ombre et la nuance de James Clerk Maxwell. Après cet ouvrage, Rood publie encore plusieurs articles et ouvrages en rapport avec l'optique physiologique et les méthodes de la colorimétrie. En 1892, il publie On a Color System, un système de représentation numérique des couleurs basé sur la comparaison visuelle de mélanges optique de couleurs par le disque de Newton. En photométrie, la comparaison de la luminosité de sources de coloration nettement différente est notoirement incertaine. Rood développe le système par papillotement, qui consiste à rechercher, en alternant rapidement deux sources de spectre différent, le réglage qui rend le scintillement le moins perceptible.
Il s'occupe également de la production de vide et de la mesure des très basses pressions, perfectionnant la pompe à vide, et de celle de la résistance des diélectriques.
En 1865, Ogden Rood est élu membre de l'Académie nationale des sciences. En 1869, il devient vice-président de l'Association américaine pour l'avancement des sciences (American Association for the Advancement of Science).
Peintre amateur, Rood est membre de la Société américaine d'aquarelle. En 1874, il donne deux conférences à la National Academy of Design de New York sur « l'optique moderne en peinture ».

### Principales publications
- (en) Ogden Nicholas Rood, Modern Chromatics with Applications to Art and Industry, Londres, C. K. Paul, 1879 (lire en ligne)
  - Students' Text-book of Color; Or, Modern Chromatics, with Applications to Art and Industry, New York : D. Appleton and Company, 1881.
  - Ogden Nicholas Rood, Théorie scientifique des couleurs et leurs applications à l'art et à l'industrie, Paris, G. Baillière, coll. « Bibliothèque scientifique internationale », 1881, 280 p. (lire en ligne)

## Théorie scientifique des couleurs
Dans son livre Modern Chromatics, publié en 1879, Ogden Rood établit le caractère physiologique de la vision des couleurs. Ce point n'était pas absolument acquis. Spontanément, on considère la couleur comme un attribut des objets, extérieur à l'être qui la perçoit. La relation entre le rayonnement lumineux et la perception colorée est complexe.
Rood analyse la couleur en trois paramètres : la pureté, la luminosité et la couleur. Ces catégories sont celles qu'on utilise quand on aborde la couleur du point de vue de la psychologie expérimentale. On montre qu'elles sont mathématiquement équivalentes aux valeurs trichromatiques de la théorie de James Clerk Maxwell.

### Rood et les artistes
Rood a adressé son Modern Chromatics aux artistes : « mon objet pour ce travail a été (…) de présenter d'une manière simple et complète les faits fondamentaux desquels l'usage artistique de la couleur dépend ». Des exemples tirés de la peinture se trouvent au chapitre sur « La production des couleurs par absorption », où Rood étudie les pigments que Field avait cités, à ceux sur « le mélange des couleurs », et « le contraste », où il cite Chevreul. Les chapitres suivants traitent directement d'esthétique et de peinture.
L'ouvrage est traduit en français dès 1881. Philippe Gille signale le livre à Georges Seurat, dont la méditation sur l'ouvrage va produire un changement de style radical. Les artistes français avaient déjà inclus dans leurs réflexions la loi du contraste simultané des couleurs, de Chevreul, que Charles Blanc vulgarisait à cette époque. Dix ans après Helmholtz et Brûcke, qu'il cite dûment, Ogden Rood leur explique la différence entre le mélange optique (synthèse additive) par des projections lumineuses ou le disque de Newton et le mélange des pigments (synthèse soustractive), qui cause la divergence entre les théories de Newton, Maxwell et Young et le Traité des couleurs de Goethe. Son livre n'aura pas plus d'effet que celui de ses prédécesseurs. Après la mort prématurée de Seurat, Pissarro définit l'objectif des néo-impressionnistes : « Rechercher une synthèse moderne de méthodes fondées sur la science, c'est-à-dire sur la théorie de la couleur de Chevreul et sur les expériences de Maxwell et les mesures de Rood ». Signac, auteur du manifeste du  pointillisme, prendra lui-aussi Rood comme référence. La critique acceptera cette revendication. L'historien de l'art William Innes Homer (en) considère que Seurat a été influencé par des passages de Modern Chromatics.
Rood lui-même répudiait ce courant, et niait que leur discours eût quelque rapport avec  son travail. Son fils déclare qu'il concluait « J'ai toujours su qu'un peintre pouvait voir ce qu'il voulait dans la nature, mais je ne savais pas qu'il pouvait voir n'importe quoi dans un livre ». Si, en effet, des passages de la Théorie scientifique des couleurs ont pu stimuler des peintres, et les pousser à expérimenter des procédés nouveaux, les bases théoriques ne s'en trouvent dans l'ouvrage de Rood que dans la mesure où son propos s'applique à toute sensation de couleur. Les noms de savants dans le discours des artistes ne sert que pour mobiliser en leur faveur l'autorité de la science. Le manifeste cubiste de Gleizes et Metzinger dénoncera leurs erreurs, qui n'ont pas fait obstacle à de nouvelles lectures créatives par des artistes comme Delaunay.

## Postérité
Dans Color Standards and Color Nomenclature (1912), Robert Ridgway a donné le nom de Rood à quatre couleurs, le bleu Rood, le brun Rood, le lavande Rood et le violet Rood.